# 稲葉正勝
稲葉 正勝（いなば まさかつ）は、江戸時代前期の大名・老中。常陸国柿岡藩主、下野国真岡藩2代藩主、相模国小田原藩初代藩主。正成系稲葉家宗家2代。母は春日局（斎藤利三の娘）。甥に堀田正盛。

## 生涯
慶長2年（1597年）、稲葉正成の子として誕生。
母・春日局が江戸幕府3代将軍・徳川家光の乳母となったことから、乳兄弟として幼少時より家光に小姓として仕え、将来を期待された。
元和7年（1621年）、書院番頭に任じられる。元和9年（1623年）に年寄衆（老中）に任じられ、寛永元年（1624年）には常陸真壁郡に5000石を加増され、それまでの所領と合わせて柿岡藩1万石を領する大名に列する。同時に従五位下・丹後守に叙任した。同年、松平忠昌の御付家老だった父・正成が主家の越前福井藩転封に従わず出奔したため幕府から懲罰を受け、自領内にて身柄を預かる（名目上の扱いは謹慎処分）。寛永4年（1627年）に正成は下野真岡藩の大名に復帰するも、まもなく死去したため父の遺領を相続して下野真岡藩4万石となる。正成は稲葉重通の婿養子で、本来であれば重通の娘との間に生まれた長男の稲葉正次が嫡男として家督を継ぐはずが、後妻である春日局（重通の姪で養女）の功績により正勝が嫡男とされた。
寛永9年（1632年）には、肥後国熊本藩主加藤忠広の改易に際して熊本城接収の副使を務め、これにより相模小田原藩8万5千石へ加増転封された。
しかし幕政での激務が堪えたのか、寛永10年（1633年）の夏頃から吐血するなど体調を著しく悪化させ、翌寛永11年（1634年）に死去した。享年38。次男の正則が跡を継いだが幼少であったため、母方の伯父の斎藤利宗、次いで甥の堀田正盛が後見人となった。
死の直前、徳川忠長に仕えていた弟・正利が忠長の改易に連座して配流処分にされることを知ると、死の床に伏していた正勝は最期の気力を振り絞って幕府に懇願し、縁戚に当たる細川忠利の熊本藩への流刑を求め、更に遺言で忠利にあてて50貫目を託し、正利が赦免されるまでの保護を依頼している。また、5千石の旗本に留まった異母兄・正次の遺児が正次の死去当時に幼少であるためにその5千石も継げなかったことを憐れんで新田から5千石分を2人の甥に分け与えている。

## 稲葉正勝が登場する作品

### テレビドラマ
- 『春日局 (NHK大河ドラマ)』（NHK、1989年、演：伊崎充則→磯崎洋介→唐沢寿明）
- 『葵 徳川三代(NHK大河ドラマ)』（NHK、2000年、演：小林宏至→今津壮太→緒形幹太）
- 『大奥〜第一章〜』（フジテレビ、2004年、演：上條誠→榊英雄）
- 『大奥〜誕生［有功・家光篇］』（TBS、2012年、演：平山浩行（幼少期：玉山詩））
- 『大奥』（NHKドラマ10、2023年、演：眞島秀和）

### 漫画
- 池田理代子『春日局 けふぞ火宅を』
- よしながふみ『大奥』（白泉社）